# Protestantismus in Vietnam
Protestanten in Vietnam stellen eine zahlenmäßig kleine christliche Konfession in Vietnam.

## Verbreitung der Kirchen

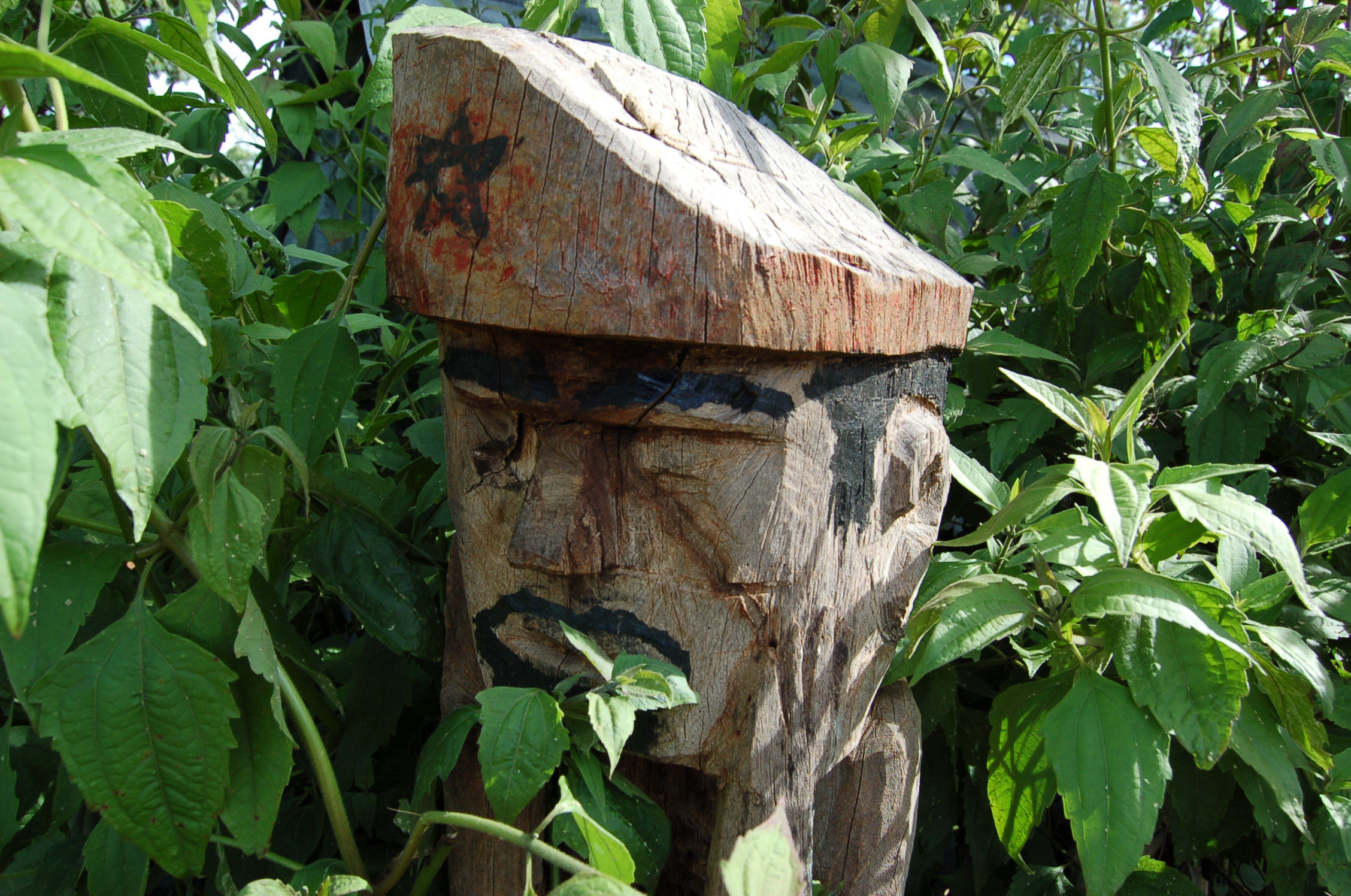
Skulptur eines Wächtergeistes auf einem Jarai-Grab bei Kon Tum

Sie ist jedoch die am schnellsten wachsende religiöse Minderheit, die derzeit 0,5 bis 2 % der Bevölkerung ausmachen (ungefähr eine Million).
Am stärksten wächst der Protestantismus bei den ethnischen Minderheiten (Montagnards), wie den Hmong, Ede, Jarai und den Bahnar. Zwei Drittel der Protestanten gehören zu den Bergvölkern.
Ungefähr 10.000 Menschen sind Mitglieder von Pfingstgemeinden. Es gibt etwa 39.039 Mitglieder von Bergvölkerkirchen. 2001 betrug die Anzahl der Anhänger illegaler Hauskirchen 200.000.
Die erste durch die Regierung anerkannte protestantische Organisation ist die Evangelische Kirche von Nordvietnam, gegründet 1963. Die offiziell anerkannten evangelischen Kirchen sind die Südliche Evangelische Kirche Vietnams, die Evangelische Kirche von Vietnam Nord, ein Teil der Mennonitenkirche, die Siebenten-Tags-Adventisten und die Grace-Baptistische Kirche in Ho-Chi-Minh-Stadt.

## Rechtliche Situation
Die Verfassung garantiert Religionsfreiheit. Mehrere hundert Hauskirchen von Minderheitsvölkern wurden nach der kommunistischen Machtübernahme 1975 konfisziert oder vernichtet. 2005 gab es in Dörfern des nördlichen Vietnam Druck auf Protestanten, ihrem Glauben abzuschwören. 2005 gestattete man die Wiedereröffnung hunderter 2001 geschlossener Hauskirchen. Ein 2007 gedrehter Film dokumentiert die heimlichen Kirchen und ihre Verfolgung durch Behörden.
Am 19. November 2006 gab es einen historischen Gottesdienst der katholischen Erzdiözese und der Evangelischen Kirche von Vietnam-Nord.
Im Februar 2023 haben Sicherheitskräfte einen Gottesdienst in Ho-Chi-Minh-Stadt unterbunden. In kommunistischen Ländern werden Christen immer wieder massiv bedrängt.